# Мусий Емилиан
Вижте пояснителната страница за други личности с името Емилиан.
Луций Мусий Емилиан (на латински: Lucius Mussius Aemilianus) e римски офицер и узурпатор на император Галиен.
Произлиза вероятно от Италия от конническата фамилия и е богат. Той е бил най-главният отговорник за пощата на провинциите в Галия по времето на Филип I Араб, след това е градски префект на Александрия и през 247 г. на Остия. През 259 г. става префект и управител на Египет.
След пленяването на Валериан I от персите войските, стационирани на Изток се бунтуват против сина му Галиен (260 – 261) и издигат Макрианите (Макриан Старши, Макриан Младши и Квиет) за геген-императори. След неуспехите на Макрианите той става също узурпатор. Галиен изпраща Аврелий Теодот, който побеждава Мусий преди 30 март 262 г. Мусий е заловен и удушен.
Мемор, висш провинциален чиновник на Мусий, който се разбунтува след неговата смърт, също е хванат и убит.
Мусий е член на групата Laurentes Lavinates, свещеническа колегия, в която могат да влязат само рицари.